# LiMo
LiMo je linuxový operační systém určený pro mobilní telefony a handheldy. LiMo je vyvíjen LiMo Foundation. Jde o modulární systém (tj. rozšiřitelný o moduly) s podporou DRM (Digital rights management). Zdrojové kódy systému jsou otevřené – kdokoliv se tak může zúčastnit vývoje.
LiMo není zatím rozšířený, zatím jej podporuje okolo 42 modelů telefonů od společností NEC, Panasonic, LG, Motorola a dalších.